# Andy Brown (regatista)
Andrew Brown (conocido como Andy Brown; Glasgow) es un deportista británico que compite en vela en la clase iQFoil.
Ganó una medalla de oro en el Campeonato Mundial de IQFoil de 2025 y una medalla de plata en el Campeonato Europeo de IQFoil de 2024.

## Palmarés internacional
| \| Campeonato Mundial \| Campeonato Mundial \| Campeonato Mundial \| Campeonato Mundial \| \| Año \| Lugar \| Medalla \| Clase \| \| ------------------ \| ------------------ \| ------------------ \| ------------------ \| \| 2025 \| Aarhus (Dinamarca) \| Medalla de oro \| iQFoil \| \| Campeonato Europeo \| \| \| \| \| Año \| Lugar \| Medalla \| Clase \| \| 2024 \| Cagliari (Italia) \| Medalla de plata \| iQFoil \| |                    |                  |        |
| Campeonato Mundial |                    |                  |        |
| Año | Lugar              | Medalla          | Clase  |
| 2025 | Aarhus (Dinamarca) | Medalla de oro   | iQFoil |
| Campeonato Europeo |                    |                  |        |
| Año | Lugar              | Medalla          | Clase  |
| 2024 | Cagliari (Italia)  | Medalla de plata | iQFoil |